# 東京都道217号汐間洞輪沢港線
東京都道217号汐間洞輪沢港線（とうきょうとどう217ごう しおまぼらわさわこうせん）は、東京都八丈町大字末吉字汐間と八丈町洞輪沢港とを連絡する一般都道である。

## 路線データ
- 起点：東京都八丈町大字末吉字汐間（八丈循環線交点）
- 終点：東京都八丈町洞輪沢港
- 延長：2,919m

## 路線状況
洞輪沢港と八丈循環線を結ぶ生活道路で沿道には急傾斜地崩壊危険箇所に指定された箇所もある。

## 地理

### 通過する自治体
- 東京都
  - 八丈町

### 交差する道路
- 東京都道215号八丈循環線